# Gustav Manning
Gustav Rudolf Manning (également appelé Gus Randolph Manning, G. Randolph Manning) né le 3 décembre 1873 à Lewisham (Londres) et mort le 1er décembre 1953 à New York est un fonctionnaire du football germano-britannique-américain. Il a participé à la création et à la gestion de clubs de football à Berlin et dans le sud de l'Allemagne à la fin du XIXème siècle. Il représente plusieurs clubs de l'association de football du sud de l'Allemagne lors de l'assemblée constitutive de la Fédération allemande de football et, après avoir émigré aux États-Unis, a été le cofondateur et le premier président de la fédération de football des États-Unis.

## Biographie
Né dans la banlieue londonienne de Lewisham, Gustav Manning était l'un des quatre fils du marchand juif Wolfgang Gustav Mannheimer, originaire de Königsberg en province de Prusse-Orientale Il vend son entreprise au début des années 1880 et s'installe à Berlin, mais garde le nom anglicisé de Manning comme toute la famille. À Berlin, père et fils ont rejoint le Berliner Cricket Club, où l'on jouait au cricket et au football. Les fils Fred et Gustav ont joué au football dans divers clubs berlinois, dont à partir de 1893 au VfB Pankow, fondé cette année-là. Gustav Manning, qui se faisait parfois appeler « Gus », pour souligner ses origines anglaises, s'y est lié d'amitié avec son coéquipier Franz John, qui fondera quelques années plus tard un club appelé FC Bayern Munich.
Après sa scolarité, Gustav Manning suit des études de médecine, d'abord pendant trois semestres à l'université Humboldt de Berlin, puis dans le sud-ouest de l'Allemagne, à Fribourg-en-Brisgau. C'est là qu'il obtient son doctorat en médecine. Parallèlement à son activité d'interne à la Policlinique médicale universitaire de Strasbourg, il joue au football au Straßburger FV. Fin 1897, Manning est cofondateur, joueur actif et premier président du Freiburger FC,. Après son retour à Berlin, il est actif en tant que joueur et président (1898-99) du VfB Pankow.
En tant que secrétaire de l'Association des clubs de football d'Allemagne du Sud (Verbands Süddeutscher Fußball-Vereine (VSFV)), Manning représenta plusieurs clubs d'Allemagne du Sud à l'assemblée constitutive de la Fédération allemande de football (DFB) en janvier 1900. Il siège au comité chargé d'élaborer des règles uniformes pour le football et le rugby. Son frère Fred, malgré son passeport britannique, il devient le premier secrétaire de la fédération et est chargé d'élaborer les statuts de la fédération selon le modèle anglais. Il démissionne cependant de son poste dès le mois d'octobre,.
Manning émigre aux États-Unis en 1905 pour des raisons professionnelles et y fonde le 5 avril 1913 à New York la Fédération des États-Unis de soccer, dont il est élu premier président le 21 juin de la même année. Gustav Manning est le premier Américain à devenir membre du comité exécutif de la FIFA en 1948. Lors du Congrès mondial du football à Rio de Janeiro en 1950, il joue un rôle déterminant pour que l'Allemagne soit réintégrée dans la fédération mondiale. Grâce à ses efforts, l'Allemagne peut participer à nouveau à la Coupe du monde de football en 1954.
Gustav Manning, qui est intronisé au National Soccer Hall of Fame en 1950, est décédé peu avant son 80e anniversaire. Il est enterré au cimetière national d'Arlington.